# (73612) 2178 T-3
(73612) 2178 T-3 – planetoida z pasa głównego asteroid okrążająca Słońce w ciągu 5,21 lat w średniej odległości 3 j.a. Odkryta 16 października 1977 roku.